# Georg Friedrich Wilhelm Rümker

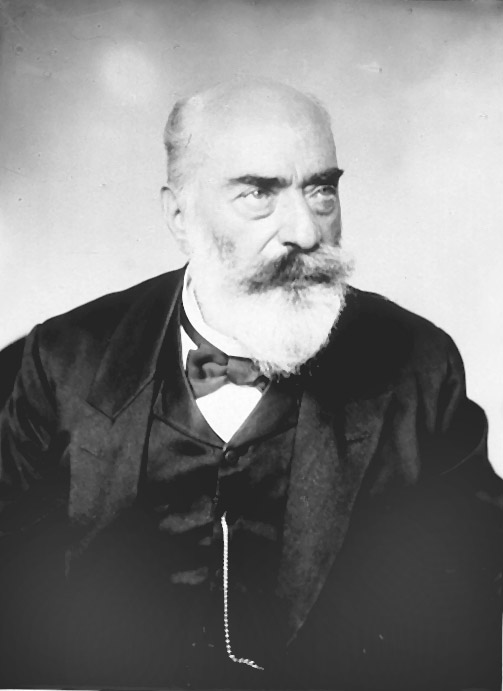
Rümker rond 1895

Georg Friedrich Wilhelm Rümker (Hamburg, 31 december 1832 - 3 maart 1900) was een Duits astronoom. Hij was de zoon van astronoom Carl Ludwig Christian Rümker. 
Van 1853 tot 1856 werkte hij aan het observatorium te Durham, in Engeland. Hierna werd hij assistent aan het observatorium te Hamburg, in Duitsland. In 1862 werd hij directeur van dit observatorium wat hij zou blijven tot zijn dood in 1900. Hij werd opgevolgd als directeur van het Hamburgse observatorium door Richard Schorr.
Vanaf 1884 was Rümker de Hamburgse afgevaardigde voor het International Earth Measurement.
Rümker ontdekte de open sterrenhoop NGC 1724 in het sterrenbeeld Voerman.
Een plateauvormige formatie in het noordelijk gedeelte van Oceanus Procellarum op de maan draagt de naam Rümker.